# باز آلدرین
باز آلدرین (انگلیسی: Buzz Aldrin زاده ۲۰ ژانویه ۱۹۳۰) فضانورد آمریکایی است. وی، دومین انسانی است که طی مأموریت آپولو ۱۱ در ۲۱ ژوئیه ۱۹۶۹ بر کره ماه گام نهاد. چهره شخصیت باز لایتیر در داستان اسباب‌بازی از وی الهام گرفته شده است.
آلدرین در گلن ریج، نیوجرسی متولد شد و در کلاس ۱۹۵۱ از آکادمی نظامی ایالات متحده در وست پوینت، در رشته مهندسی مکانیک سوم شد. وی در نیروی هوایی ایالات متحده مأمور شد و در طول جنگ کره به عنوان خلبان جنگنده جت خدمت کرد. وی ۶۶ مأموریت جنگی را انجام داد و دو هواپیمای میگ -۱۵ را سرنگون کرد.
پس از کسب مدرک Sc.D. آلدرین به عنوان عضو گروه فضانورد ناسا به عنوان عضو گروه ۳ مأموریت فضایی از مؤسسه فناوری ماساچوست انتخاب شد و او را به عنوان اولین فضانورد دارای مدرک دکترا معرفی کرد. پایان‌نامه دکترای وی روشهای هدایت دید بصری برای قرار ملاقات مداری با سرنشین بود و به همین دلیل از هم فضانوردان به او لقب «دکتر راندوو» را دادند. اولین پرواز فضایی او در سال ۱۹۶۶ با جوزا ۱۲ بود که در طی آن بیش از ۵ ساعت به فعالیت خارج از منزل پرداخت. سه سال بعد، آلدرین در ساعت ۰۳:۱۵:۱۶ در تاریخ ۲۱ ژوئیه ۱۹۶۹ (UTC)، نوزده دقیقه پس از لمس آرمسترانگ به سطح ماه، قدم گذاشت در حالی که خلبان ماژول فرماندهی کالینز در مدار ماه باقی مانده بود. آلدرین که یک پیرمرد پروتستان بود، اولین شخصی بود که مراسم مذهبی را در ماه برگزار می‌کرد، هنگامی که به‌طور خصوصی ارتباط برقرار می‌کرد.
آلدرین با ترک ناسا در سال ۱۹۷۱، فرمانده مدرسه خلبانی آزمایش نیروی هوایی ایالات متحده شد. وی پس از ۲۱ سال خدمت در سال ۱۹۷۲ از نیروی هوایی بازنشسته شد. در زندگینامه‌های او بازگشت به زمین (۱۹۷۳)، و ویرانی باشکوه (۲۰۰۹)، مبارزات وی با افسردگی بالینی و اعتیاد به الکل در سال‌های پس از ترک ناسا بازگو شده است. وی همچنان به دفاع از اکتشافات فضایی، به ویژه مأموریت انسانی به مریخ ادامه داد و دوچرخه سوار آلدرین، مسیر ویژه فضاپیمایی را ایجاد کرد که سفر به مریخ را با توجه به زمان و پیشرانه کارآمدتر می‌کند. وی افتخارات بی شماری از جمله مدال آزادی ریاست جمهوری در سال ۱۹۶۹ را به خود اختصاص داده است.

## دوران جوانی و تحصیلات
آلدرین جوانترین فرزند از سه فرزند یک مرد ارتشی ادوین اویگنه بود. وقتی دو ساله بود که توسط پدرش به یک مأموریت هوایی در شرکت نفتی برده شد. در زمان جنگ جهانی دوم، پدرش مجدد به عنوان یک خلبان به مأموریت فرستاده شد و زمان‌های بسیار کمی به خانه می‌آمد.
مادر وی دچار افسردگی و از اعتیاد به الکل رنج می‌برد.
او از دانشگاه نظامی شرقی در سال ۱۹۵۱ با مدرک لیسانس مهندسی مکانیک در رتبه سوم فارغ‌التحصیل شد.
او در نیروی هوایی آمریکا خدمت کرد و در جنگ کره به عنوان خلبان جنگی استخدام شد و ۶۶ مأموریت پرواز، همراه با ۲ سرنگون نمودن میگ- ۱۵ را انجام داد.

## نظامی گری

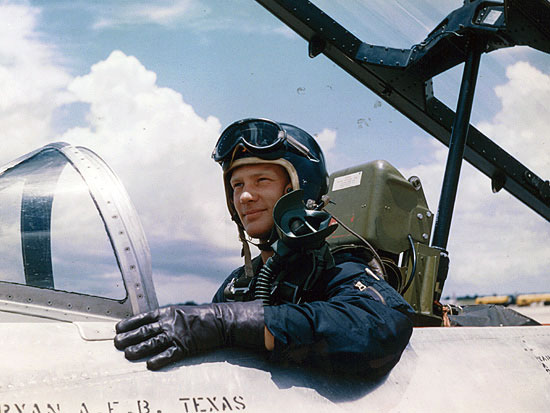
باز آلدرین در کابین هواپیمای لاکهید T-33A Shooting Star

آلدرین به عنوان یکی از عالی‌ترین اعضای کلاس، وظایف خود را انتخاب کرد. او نیروی هوایی ایالات متحده را انتخاب کرد، که در سال ۱۹۴۷ زمانی که آلدرین هنوز در West Point بود و هنوز آکادمی خاص خود را نداشت، به یک سرویس جداگانه تبدیل شده بود.  او به عنوان ستوان دومی مأمور شد و پرواز اولیه را انجام داد آموزش در T-6 Texans در پایگاه هوایی بارتو در فلوریدا. همکلاسی‌های او شامل سام جانسون بود که بعداً به اسیر جنگی در ویتنام درآمد. این دو دوست شدند. در یک لحظه، آلدرین تلاش کرد دو باره Immelmann را با یک T-28 Trojan بچرخاند و دچار یک سایه خاکستری شود. او به موقع بهبود یافت و در ۶۱ فوت از سرعت خود خارج شد و از تصادف مهلک جلوگیری کرد.
هنگامی که آلدرین تصمیم می‌گرفت چه نوع هواپیمایی را پرواز کند، پدرش به او توصیه کرد که بمب افکن را انتخاب کند، زیرا فرماندهی یک خدمه بمب افکن فرصتی را برای یادگیری و مهارت‌های رهبری فراهم می‌کند، که می‌تواند چشم‌اندازهای بهتری برای پیشرفت شغلی را ایجاد کند. آلدرین در عوض پرواز با جنگنده را انتخاب کرد. وی به پایگاه نیروی هوایی نلیس در لاس وگاس نقل مکان کرد و در آنجا پرواز با F-80 Shooting Star و F-86 Sabre را آموخت. او مانند بیشتر خلبانان جنگنده جت آن دوران، دومی را ترجیح می‌داد.
در دسامبر سال ۱۹۵۲، آلدرین به شانزدهمین اسکادران جنگنده-رهگیر منصوب شد که بخشی از پنجاه و یکمین بال جنگنده-رهگیر بود. در آن زمان این پایگاه در پایگاه هوایی سوون واقع در حدود ۲۰ مایل (۳۲ کیلومتری) جنوب سئول مستقر بود و به عنوان بخشی از جنگ کره درگیر عملیات جنگی بود. در طی یک پرواز سازگار، سیستم اصلی سوخت وی با ۱۰۰ درصد قدرت یخ زد، که به زودی تمام سوخت او را مصرف می‌کرد. او می‌توانست به صورت دستی این تنظیم را نادیده بگیرد، اما این امر مستلزم پایین نگه داشتن یک دکمه است که به نوبه خود استفاده از رادیو او را غیرممکن می‌کند. او به سختی توانست تحت سکوت بی‌سیم رادیویی آن را بازگرداند. وی ۶۶ مأموریت جنگی را با F-86 Sabers در کره انجام داد و دو هواپیمای میگ -۱۵ را سرنگون کرد.
اولین میگ -۱۵ که او ساقط شد در ۱۴ مه ۱۹۵۳ بود. آلدرین در حال پرواز در حدود ۵ مایلی (۸٫۰ کیلومتری) جنوب رودخانه یالو بود که دو جنگنده میگ -۱۵ را در زیر خود دید. آلدرین به سمت یکی از MiGها آتش گشود، که ممکن است خلبان آن هرگز آمدن وی را ندیده باشد. شماره ۸ ژوئن ۱۹۵۳ مجله لایف شامل تصاویر دوربین اسلحه ای بود که آلدرین از خلبان در حال بیرون کشیدن از هواپیمای آسیب دیده خود گرفته است.
دومین پیروزی هوایی آلدرین در ۴ ژوئن ۱۹۵۳ به‌دست آمد، هنگامی که او در حمله به یک پایگاه هوایی در کره شمالی هواپیماهای ۳۹ اسکادران جنگنده-رهگیر را همراهی کرد. هواپیمای جدیدتر آنها سریعتر از هواپیمای او بود و او در نگهداری مشکل داشت. وی سپس یک میگ را از نزدیک مشاهده کرد. این بار، آلدرین و حریفش تقریباً در همان زمان یکدیگر را مشاهده کردند. آنها یک سری مانورهای قیچی را طی کردند و تلاش کردند پشت سر دیگری قرار بگیرند. آلدرین اولین کاری را انجام داد، اما دید اسلحه اش مسدود شد. وی سپس دستی اسلحه خود را مشاهده و شلیک کرد. پس از آنکه دو هواپیما برای ادامه جنگ سگها بسیار کم شده بودند، مجبور شد بیرون بکشد. آلدرین سایبان میگ را باز و خلبان را بیرون کشید، اگرچه آلدرین مطمئن نبود که آیا زمان کافی برای بازشدن چتر وجود دارد. به خاطر خدمات در کره، دو نشان صلیب پرواز برجسته و سه مدال هوایی به وی اعطا شد.
تور یک ساله آلدرین در دسامبر ۱۹۵۳ پایان یافت، در آن زمان جنگ در کره به پایان رسیده بود. آلدرین به عنوان مربی توپچی هوایی در نلیس منصوب شد. در دسامبر ۱۹۵۴ وی به عنوان سردار سرتیپ دون ز. زیمرمن، رئیس دانشکده آکادمی نیروی هوایی ایالات متحده که در سال ۱۹۵۵ افتتاح شد، دستیار شد. در همان سال، وی از مدرسه افسر اسکادران در پایگاه نیروی هوایی ماکسول در آلاباما فارغ‌التحصیل شد. وی از سال ۱۹۵۶ تا ۱۹۵۹ با هواپیمای F-100 Super Sabers مجهز به سلاح هسته ای به عنوان فرمانده پرواز در اسکادران ۲۲ جنگنده ۳۶ بال جنگنده مستقر در پایگاه هوایی بیتبورگ در آلمان غربی پرواز کرد. از میان همکاران اسکادران وی، اد وایت بود که یک سال از او در وست پوینت عقب بود. پس از اینکه وایت از آلمان برای تحصیل در مقطع کارشناسی ارشد در دانشگاه میشیگان در رشته مهندسی هوانوردی خارج شد، نامه ای را به آلدرین تشویق کرد تا همان کار را انجام دهد.
از طریق انستیتوی فناوری نیروی هوایی، آلدرین در سال ۱۹۵۹ به عنوان دانشجوی تحصیلات تکمیلی در انستیتوی فناوری ماساچوست (MIT) ثبت نام کرد و قصد داشت مدرک کارشناسی ارشد را به‌دست‌آورد. کلاس آسترودینامیک وی توسط ریچارد باتین تدریس می‌شد. دیوید اسکات و ادگار میچل، دو افسر USAF دیگر که بعداً فضانورد شدند، این دوره را در این زمان گذراندند، در حالی که دیگری، چارلز دوک، مدرک کارشناسی ارشد خود را در سال ۱۹۶۴ در MIT زیر نظر لورنس یانگ نوشت.
آلدرین از کلاس درس لذت می‌برد و خیلی زود تصمیم می‌گیرد به جای آن دکترای خود را ادامه دهد. در ژانویه ۱۹۶۳، وی موفق به اخذ مدرک دانشگاهی شد. درجه در فضانوردی. پایان‌نامه دکترای وی روشهای هدایت دید بینایی برای قرار ملاقات مداری با سرنشین بود که اختصاص آن چنین بود: «به امید اینکه این کار به نوعی به کاوش آنها در فضا کمک کند، این به اعضای خدمه این کشور اختصاص یافته است. برنامه‌های فضایی سرنشین دار فعلی و آینده. اگر فقط می‌توانستم در کارهای مهیج آنها به آنها بپیوندم!» آلدرین پایان‌نامه دکترای خود را انتخاب کرد به این امید که به او کمک کند تا به عنوان فضانورد انتخاب شود، اگرچه این به معنای آموزش آزمایشی خلبانی بود که در آن زمان پیش نیاز بود.
آلدرین پس از اتمام دوره دکترا به دفتر هدف جوزا از بخش سیستم‌های فضایی نیروی هوایی در لس آنجلس منصوب شد. توسط پروژه جوزا ناسا. وی سپس به دفتر میدانی بخش سیستمهای فضایی در مرکز فضایی سرنشین دار ناسا در هوستون فرستاده شد، جایی که او درگیر ادغام آزمایش‌های وزارت دفاع در پروازهای پروژه جوزا بود. 

## ناسا
درخواست اولیه آلدرین برای پیوستن به سپاه فضانورد هنگام انتخاب گروه ۲ فضانورد ناسا در سال ۱۹۶۲ به دلیل اینکه خلبان آزمایشی نبود، رد شد. وی از این نیاز آگاه بود و خواستار لغو آن شد، اما این درخواست رد شد. در ۱۵ مه ۱۹۶۳، ناسا دور دیگری از انتخاب‌ها را اعلام کرد، این بار با این شرط که متقاضیان یا تجربه خلبان آزمایشی داشته باشند یا ۱۰۰۰ ساعت پرواز با هواپیمای جت داشته باشند. آلدرین بیش از ۲۵۰۰ ساعت زمان پرواز داشت که ۲۲۰۰ ساعت آن در هواپیما بود. انتخاب وی به عنوان یکی از چهارده عضو گروه ۳ فضانورد ناسا در ۱۸ اکتبر ۱۹۶۳ اعلام شد. همین امر باعث شد وی اولین فضانورد با مدرک دکترا باشد که همراه با تخصص وی در مکانیک مداری، لقب «دکتر راندوو» را از هم فضانوردان دیگرش به دست آورد.  اگرچه آلدرین هم تحصیلکرده‌ترین و هم مصاحبه متخصص در سپاه فضانورد بود، او آگاه بود که این لقب همیشه به عنوان تعارف در نظر گرفته نشده است. پس از اتمام آموزش اولیه، به هر فضانورد جدید یک رشته تخصصی اختصاص داده شد. در مورد آلدرین، این برنامه‌ریزی مأموریت، تجزیه و تحلیل مسیر، و برنامه‌های پرواز بود. 

## نگارخانه

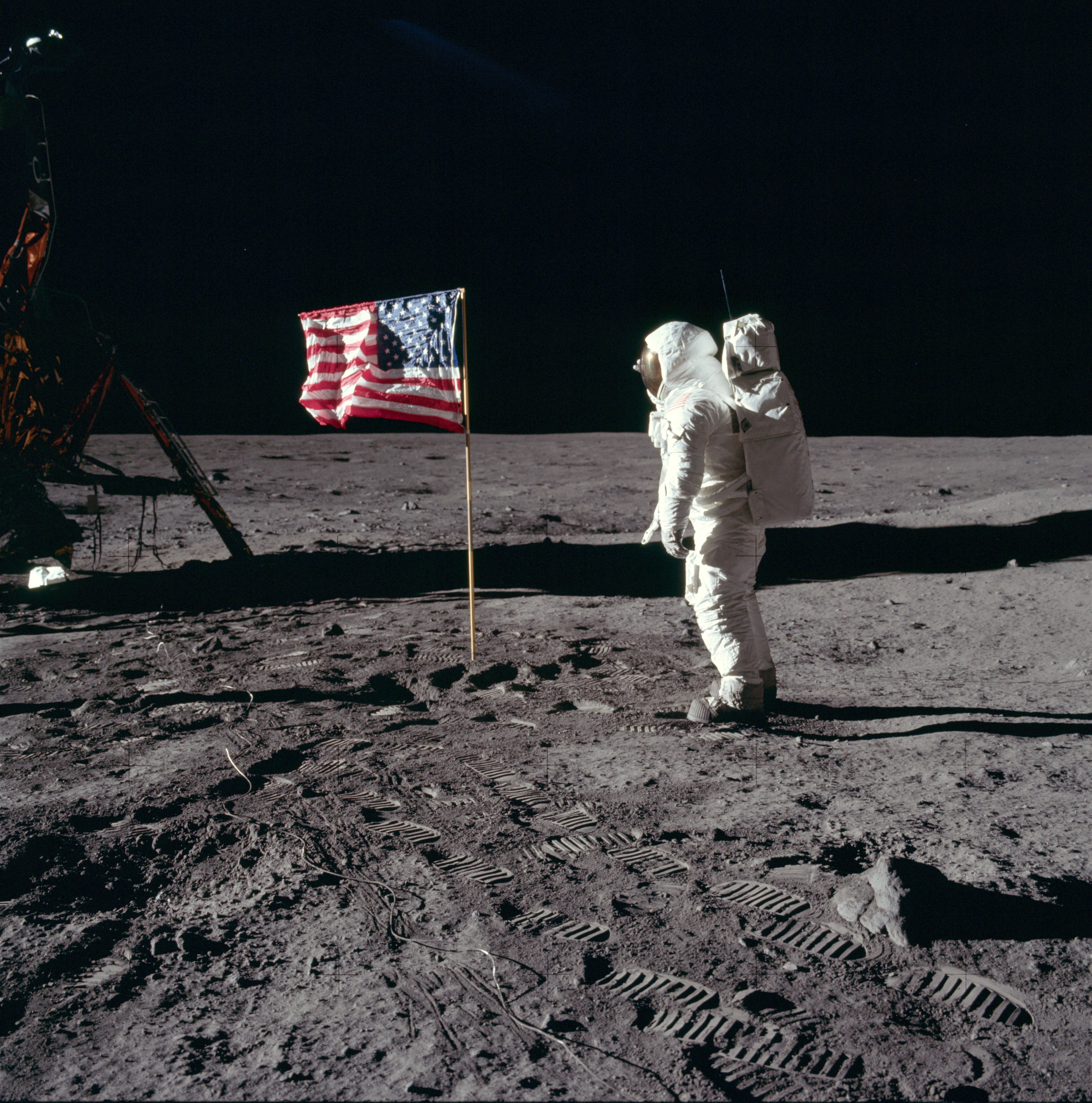
ادای احترام باز آلدرین به پرچم برافراشته‌شدهٔ ایالات متحده آمریکا بر سطح ماه
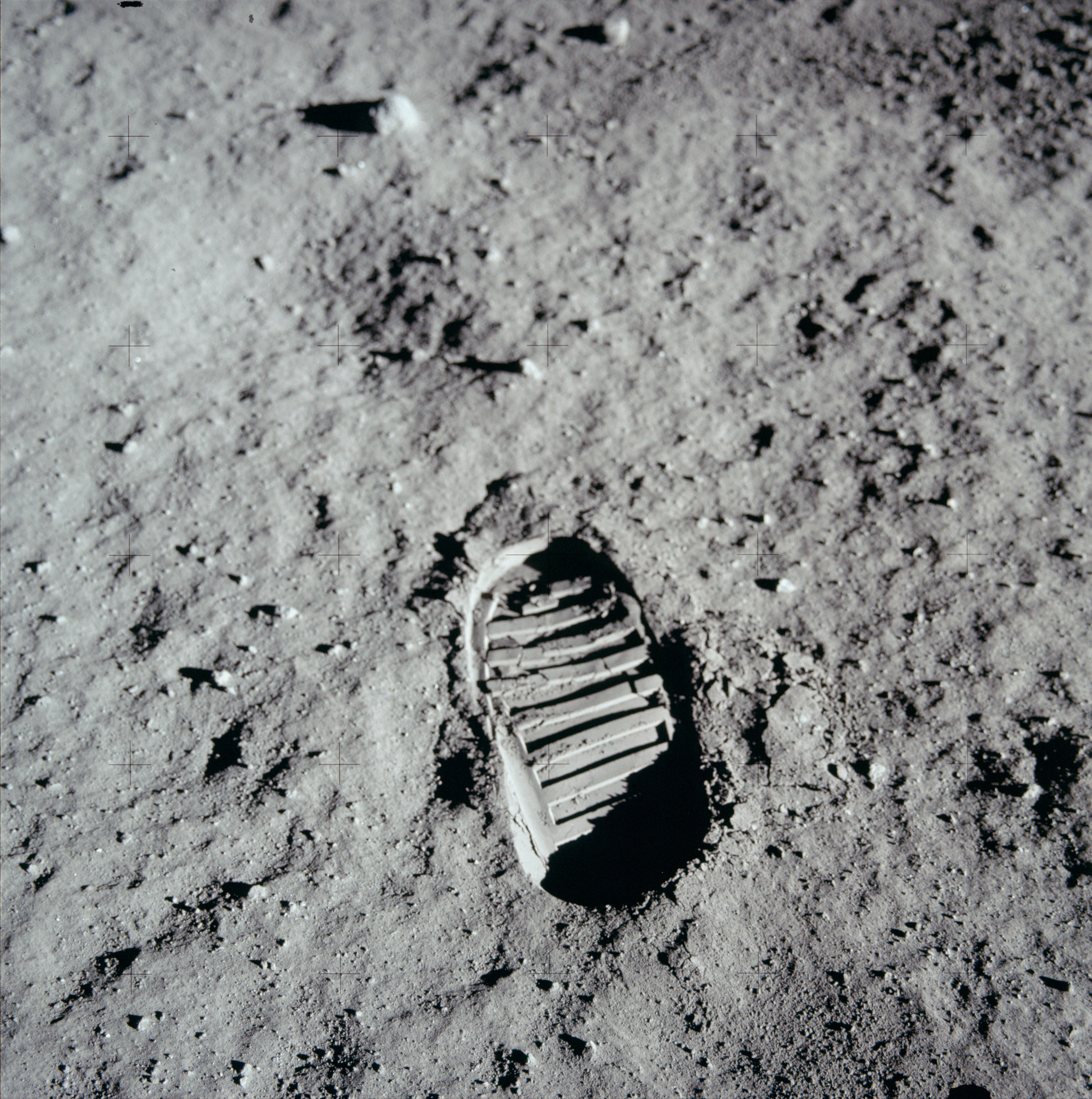
جای پای باز آلدرین بر سطح ماه در ماموریت آپولو ۱۱
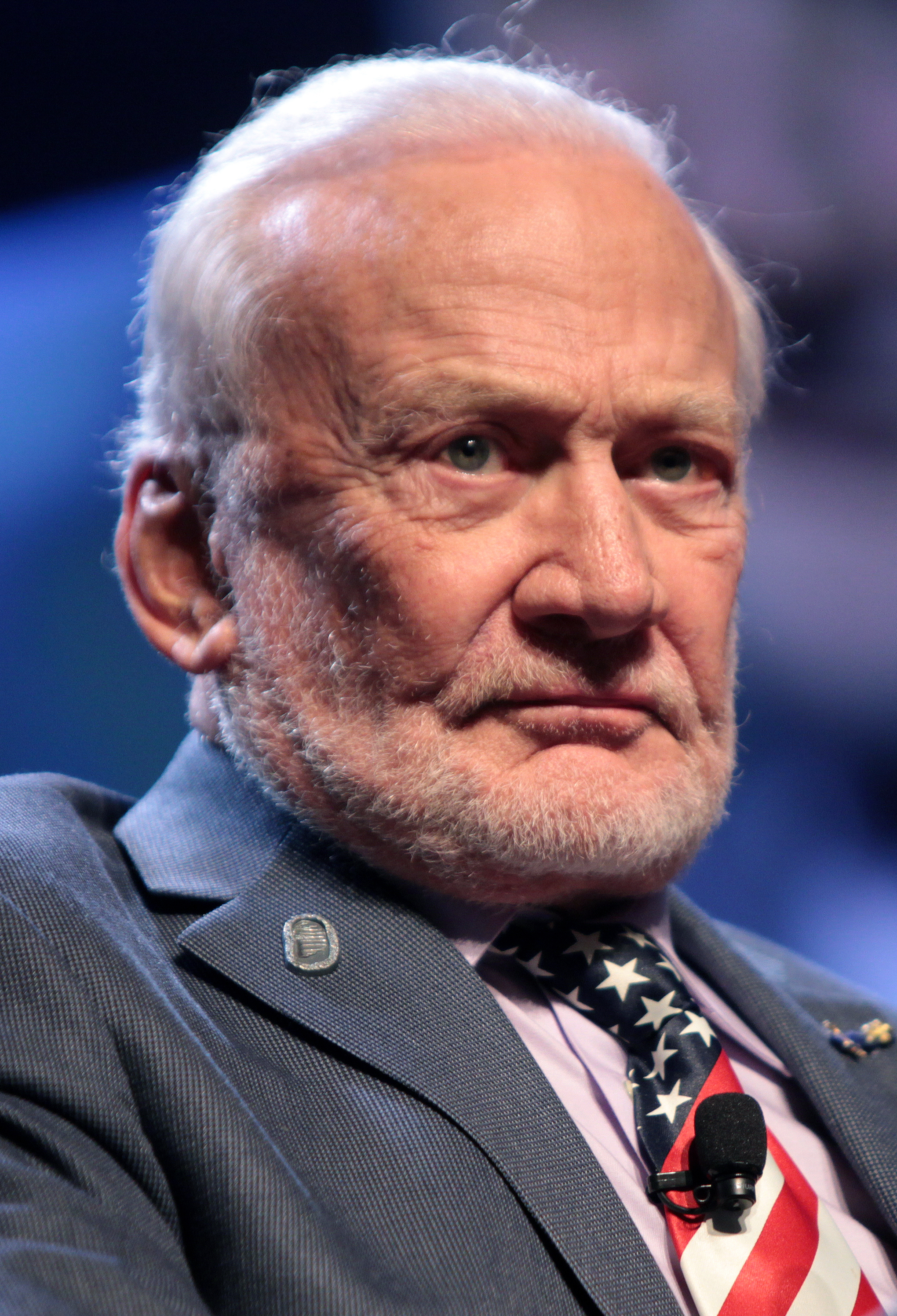
باز آلدرین در سال ۲۰۱۶